# Gabriela Wilhelmová
Gabriela Wilhelmová (19. ledna 1942 Prostějov – 14. října 2002 Praha) byla česká herečka.

## Život
Narodila se do dobře situované rodiny majitele továrny. Měla dvě sestry a bratra. V roce 1965 vystudovala činoherní herectví na Janáčkově akademii múzických umění v Brně. Poté krátce působila ve Východočeském divadle v Pardubicích a Státním divadle v Ostravě. V letech 1969–1972 měla angažmá Slováckém divadle v Uherském Hradišti, odkud přešla do brněnského Divadla na provázku. Nakonec odešla do pražského Činoherního klubu a později byla bez stálého angažmá na volné noze. Proslavila se účinkováním v monodramatech (Tonka Šibenice, Commedia finita, Biletářka, Smraďoch Šindler má jít okamžitě domů), se kterými cestovala po celém Československu.
Přestože dávala přednost divadlu, vytvořila ve filmu a v televizi během třiceti let přes padesát vedlejších rolí. První vedlejší filmovou roli hrála v roce 1974 ve filmu Holky z porcelánu a Jak utopit doktora Mráčka. V pozdějším věku nabyla korpulentní postavy (v civilu byla podle vyjádření svých kolegů znamenitou kuchařkou), která ji spolu s energickým vystupováním zařadila pro film do rolí žen z lidu.
S prvním manželem hercem Ladislavem Frejem ( *1941) se seznámila během působení ve Východočeském divadle. Rozvedla se s ním asi v roce 1973 a provdala se za režiséra Rudolfa Růžičku (1943–2022). V roce 2002 po šesti letech léčení podlehla rakovině.

## Filmografie

### Film (výběr)
- 1974 Jak utopit dr. Mráčka aneb Konec vodníků v Čechách – role: zdravotní sestra Růženka, přítelkyně vodníka Karla
- 1974 Holky z porcelánu – role: členka inventarizační komise Urbanová
- 1976 Bouřlivé víno – role: družstevnice Nechvátalová
- 1976 Den pro mou lásku – role: zdravotní sestra
- 1977 Což takhle dát si špenát – role: prodavačka oděvů
- 1980 Vrchní, prchni – role: teta inženýra
- 1981 Pozor, vizita! – role: zdravotní sestra
- 1984 Prodavač humoru – role: uklízečka
- 1984 Šéfe, jdeme na to! – role: správcová
- 1985 Jako jed – role: úřednice Martička Krásová
- 1985 Boj o Moskvu – role: sovětská stenotypistka Západního frontu
- 1986 Smrt krásných srnců – role: majitelka konzumu
- 1986 Dobré světlo – role: bufetářka Kvapilová
- 1986 Antonyho šance – role: prodavačka v drogerii
- 1986 Černá punčocha – role: Lída, přítelkyně Opatovské
- 1987 Správná trefa – role: Petrova teta
- 1988 Sedm hladových – role: operní pěvkyně Maruška
- 1989 Vážení přátelé, ano – role: ruštinářka Jelizaveta zvaná Líza
- 1992 Černí baroni – role: panička
- 1993 Kačenka a strašidla – role: majitelka střelnice Seidlová
- 1993 Kačenka a zase ta strašidla – role: majitelka střelnice Seidlová
- 1994 Učitel tance – role: Dotáhalová
- 1994 Andělské oči – role: řeznice
- 1995 Jak si zasloužit princeznu– role: švadlena
- 1996 Spiklenci slasti – role: Loubalová
- 1996 Ceremoniář – role: referentka
- 2001 Mach, Šebestová a kouzelné sluchátko – role: Máňa Holubová
- 2001 Královský slib – role: gardedáma

### Televize (výběr)
- 1976 Muž na radnici (TV seriál) – role: Chovancova sekretářka
- 1977 Nikola Šuhaj loupežník (TV film) – hlavní role: Varja, dcera baby
- 1979 Zkoušky z dospělosti (TV seriál) – role: profesorka
- 1985 Vlak dětství a naděje (TV seriál) – role: matka Seppa
- 1988 Gagman (TV seriál) – role: hlavní počestná dáma
- 1992 Hříchy pro pátera Knoxe (TV seriál) – role: magistra
- 1993 Arabela se vrací aneb Rumburak králem Říše pohádek (TV pohádkový seriál) – role: Krákorová, rádce krále
- 1994 Bylo nás pět (TV seriál) – role: Vařeková
- 1996 Hospoda (TV seriál) – role: matka Imricha Kuželky
- 2003 Případ pro zvláštní skupinu (TV seriál) – role: paní Zárubová
- 2004 Místo nahoře (TV seriál) – role: ředitelka filharmonie